# Hibbertia praestans
Hibbertia praestans är en tvåhjärtbladig växtart som först beskrevs av Lyndley Alan Craven och Dunlop, och fick sitt nu gällande namn av J.W.Horn. Hibbertia praestans ingår i släktet Hibbertia och familjen Dilleniaceae. Inga underarter finns listade i Catalogue of Life.